# 狩野為佐
狩野 為佐（かのう ためすけ、養和元年（1181年） - 弘長3年8月14日（1263年9月17日））は鎌倉時代中期の武士。左衛門尉。前名は為光。父は『尊卑分脈』では狩野行光とされる。
為佐の前半生は定かではないが、文暦元年（1234年）、54歳で評定衆に任じられてからは昇進を重ねていく。嘉禎2年（1236年）に民部小丞、同3年（1237年）には従五位下に叙爵され、肥後守に任官した。また、この頃に為光から為佐へ改名している。
翌4年（1238年）に従五位上、延応元年（1239年）には、大宰少弐、仁治2年（1241年）に正五位下に任じられた。寛元4年（1246年）、宮騒動に連座したことで評定衆を解任されたが、建長5年（1253年）、引付衆を務める。正嘉2年（1258年）、出家して法名を蓮祐と号した。
弘長3年（1263年）8月14日、死去。享年83。